# Charles Carroll Marden
Charles Carroll Marden (Baltimore, 21 de diciembre de 1867-Princeton, 11 de mayo de 1932) fue un hispanista y filólogo estadounidense.

## Biografía
De ascendencia inglesa, escocesa e irlandesa, nació en Baltimore como hijo del bostoniano Jesse Marden y de Anna Maria Margaret Brice; recibió el grado de bachiller en Artes en la Universidad Johns Hopkins en 1889; se doctoró en esta misma institución en 1894. Se casó con Mary Talbott Clark, de la que tuvo tres hijos; en 1889 empezó a enseñar francés en la academia Norfolk; en 1890 y 1891 enseñó este mismo idioma en la Universidad de Míchigan; en 1894 se reintegró a la plantilla de su alma mater como instructor, asociado y profesor asociado hasta 1905. Ocupó la cátedra de español en Princeton desde 1916. Fue el primer hispanista en ser nombrado presidente de la MLA (Modern Language Association). Se le debe la edición crítica del Poema de Fernán González (1904), con introducción e importante glosario. Es también editor del Libro de Apolonio (1917) y de los Milagros de Nuestra Señora de Gonzalo de Berceo (1929). Estudió la fonología del dialecto español de la ciudad de México. Dejó a la Universidad de Princeton una importante colección de 637 documentos en español antiguo, fundamentalmente datados en Burgos y en Alarcón, Cuenca, que reunió para sus investigaciones. Falleció el 11 de mayo de 1932.